# Opisthopsis maurus
Opisthopsis maurus é uma espécie de formiga do gênero Opisthopsis, pertencente à subfamília Formicinae.